# Superliga 2023-2024 (Slovacchia)
La Superliga 2023-2024 (chiamata anche Niké Liga 2023-2024 per motivi di sponsorizzazione) è stata la trentunesima edizione del campionato slovacco di calcio, è iniziata il 28 luglio 2023 ed è terminata il 18 maggio 2024.
Lo Slovan Bratislava, squadra campione in carica, si è confermata, conquistando il suo quattordicesimo titolo nazionale, il sesto consecutivo.

## Stagione

### Novità
Dalla stagione precedente è stato retrocesso il Liptovský Mikuláš, dopo due anni in massima serie. Al suo posto, dalla 2. Liga è stato promosso il FC Košice, per la prima volta nella sua storia.

### Regolamento
Le 12 squadre giocano un girone di andata e ritorno, per un totale di 22 giornate. Al termine della stagione regolare la classifica si spezza, con le prime 6 che giocano un girone di andata e ritorno per decretare la squadra campione.
In aggiunta, la prima classificata si qualifica per la UEFA Champions League 2024-2025, mentre seconda e terza si qualificano per la UEFA Conference League 2024-2025. Un ulteriore posto per le competizioni continentali spetta alla vincitrice della Coppa di Slovacchia; se questa dovesse essere già qualificata tramite campionato si prevederanno degli spareggi tra le squadre classificate dal quarto al settimo posto per assegnare lo slot.
Le ultime 6 della stagione regolare giocano un girone di andata e ritorno, per un totale di 10 ulteriori giornate, al termine delle quali l'ultima classificata sarà retrocessa in 2. Liga, mentre la penultima gioca uno spareggio promozione/retrocessione contro una squadra di 2.Liga.

## Squadre partecipanti
| Club                | Città           | Stadio                   | Stagione precedente    |
| ------------------- | --------------- | ------------------------ | ---------------------- |
| DAC Dunajská Streda | Dunajská Streda | MOL Aréna                | 2° in Superliga        |
| Dukla B.B.          | Banská Bystrica | Stadio SNP               | 5° in Superliga        |
| FC Košice           | Košice          | Košická futbalová aréna  | 1° in 2.Liga           |
| Podbrezová          | Podbrezová      | ZELPO Aréna              | 4° in Superliga        |
| Ružomberok          | Ružomberok      | Štadión pod Čebraťom     | 7° in Superliga        |
| Skalica             | Skalica         | Mestský štadión          | 8° in Superliga        |
| Slovan Bratislava   | Bratislava      | Tehelné pole             | Campione di Slovacchia |
| Spartak Trnava      | Trnava          | Stadio Anton Malatinský  | 3° in Superliga        |
| AS Trenčín          | Trenčín         | Štadión Sihoť            | 9° in Superliga        |
| ViOn Z.M.           | Zlaté Moravce   | Štadión FC ViOn          | 11° in Superliga       |
| Zemplín Michalovce  | Michalovce      | Stadio Mestský futbalový | 10° in Superliga       |
| Žilina              | Žilina          | Štadión pod Dubňom       | 6° in Superliga        |

## Allenatori e primatisti
| Squadra             | Allenatore                                                      | Calciatore più presente | Cannoniere |
| ------------------- | --------------------------------------------------------------- | ----------------------- | ---------- |
| DAC Dunajská Streda | Adrián Guľa (1ª-14ª) Francisco Javier Muñoz                     |                         |            |
| Dukla B.B.          | Michal Ščasný (1ª-11ª) Mario Auxt                               |                         |            |
| FC Košice           | Anton Šoltís (1ª-11ª) Ján Kozák (12ª-31ª) Gergely Geri (32ª)    |                         |            |
| Podbrezová          | Roman Skuhravý                                                  |                         |            |
| Ružomberok          | Peter Tomko (1ª-11ª) Ondřej Smetana                             |                         |            |
| Skalica             | Pavol Majerník                                                  |                         |            |
| Slovan Bratislava   | Vladimír Weiss                                                  |                         |            |
| Spartak Trnava      | Michal Gašparík                                                 |                         |            |
| AS Trenčín          | Ilija Stolica                                                   |                         |            |
| ViOn Z.M.           | Vladimír Cifranič (1ª-14ª) Michal Hipp (9ª-20ª) Dušan Uhrin Jr. |                         |            |
| Zemplín Michalovce  | Marek Petruš (1ª-8ª) Peter Struhár (9ª-20ª) František Straka    |                         |            |
| Žilina              | Jaroslav Hynek (1ª-26ª) Michal Ščasný (27ª-)                    |                         |            |

## Stagione regolare

### Classifica
|  | Pos. |                     | Pt | G  | V  | N | P  | GF | GS | DR  |
|  | ---- | ------------------- | -- | -- | -- | - | -- | -- | -- | --- |
|  | 1.   | Slovan Bratislava   | 57 | 22 | 18 | 3 | 1  | 57 | 16 | +41 |
|  | 2.   | Žilina              | 41 | 22 | 12 | 5 | 5  | 40 | 30 | +10 |
|  | 3.   | Spartak Trnava      | 39 | 22 | 12 | 3 | 7  | 31 | 22 | +9  |
|  | 4.   | DAC Dunajská Streda | 37 | 22 | 10 | 7 | 5  | 31 | 21 | +10 |
|  | 5.   | Podbrezová          | 34 | 22 | 10 | 4 | 8  | 40 | 34 | +6  |
|  | 6.   | Ružomberok          | 34 | 22 | 9  | 7 | 6  | 28 | 31 | -3  |
|  | 7.   | AS Trenčín          | 34 | 22 | 9  | 7 | 6  | 31 | 23 | +8  |
|  | 8.   | Dukla B.B.          | 34 | 22 | 9  | 7 | 6  | 38 | 30 | +8  |
|  | 9.   | Skalica             | 23 | 22 | 6  | 5 | 11 | 19 | 25 | -6  |
|  | 10.  | FC Košice           | 17 | 22 | 4  | 5 | 13 | 19 | 45 | -26 |
|  | 11.  | Zemplín Michalovce  | 10 | 22 | 1  | 7 | 14 | 19 | 42 | -23 |
|  | 12.  | ViOn Z.M.           | 4  | 22 | 0  | 4 | 18 | 14 | 48 | -34 |

Legenda:
      Ammesse ai Play-off scudetto
      Ammesse ai Play-out
Regolamento:
Tre punti a vittoria, uno a pareggio, zero a sconfitta.

### Poule Scudetto

#### Classifica
|                       | Pos. | Squadra             | Pt | G  | V  | N  | P  | GF | GS | DR  |
| --------------------- | ---- | ------------------- | -- | -- | -- | -- | -- | -- | -- | --- |
| Slovacchia (bandiera) | 1.   | Slovan Bratislava   | 73 | 32 | 23 | 4  | 5  | 76 | 31 | +45 |
|                       | 2.   | DAC Dunajská Streda | 58 | 32 | 16 | 10 | 6  | 49 | 32 | +17 |
|                       | 3.   | Spartak Trnava      | 57 | 32 | 18 | 3  | 11 | 47 | 29 | +18 |
|                       | 4.   | Žilina              | 55 | 32 | 16 | 7  | 9  | 54 | 45 | +9  |
|                       | 5.   | Ružomberok          | 47 | 32 | 12 | 11 | 9  | 38 | 43 | -5  |
|                       | 6.   | Podbrezová          | 37 | 32 | 11 | 4  | 17 | 49 | 60 | -11 |

Legenda:
      Campione della Slovacchia e ammessa alla UEFA Champions League 2022-2023
       Ammesse ai Turni di qualificazione di Conference League
       Ammessa ai Turni di qualificazione di Europa League
Regolamento:
Tre punti a vittoria, uno a pareggio, zero a sconfitta.

### Classifica finale
|  | Pos. | Squadra            | Pt | G  | V  | N  | P  | GF | GS | DR  |
|  | ---- | ------------------ | -- | -- | -- | -- | -- | -- | -- | --- |
|  | 7.   | Dukla B.B.         | 51 | 32 | 14 | 9  | 9  | 50 | 41 | +9  |
|  | 8.   | AS Trenčín         | 49 | 32 | 13 | 10 | 9  | 48 | 34 | +14 |
|  | 9.   | Skalica            | 40 | 32 | 11 | 7  | 14 | 35 | 38 | -3  |
|  | 10.  | FC Košice          | 27 | 32 | 7  | 6  | 19 | 27 | 56 | -29 |
|  | 11.  | Zemplín Michalovce | 27 | 32 | 6  | 9  | 17 | 29 | 48 | -19 |
|  | 12.  | ViOn Z.M.          | 12 | 32 | 2  | 6  | 24 | 21 | 66 | -45 |

Legenda:
      Retrocessione in 2.liga
Regolamento:
Tre punti a vittoria, uno a pareggio, zero a sconfitta.

## Spareggi promozione/retrocessione
La squadra che termina il campionato all'11º posto affronta la squadra 2ª classificata nella 2. Liga per assicurarsi un posto nella massima serie nella stagione successiva
|                    | Risultati |                    | Luogo e data   |
| ------------------ | --------- | ------------------ | -------------- |
| Petržalka          | 2-1       | Zemplín Michalovce | 21 maggio 2024 |
| Zemplín Michalovce | 2-0       | Petržalka          | 25 maggio 2024 |
|                    |           |                    |                |